# Enxertia

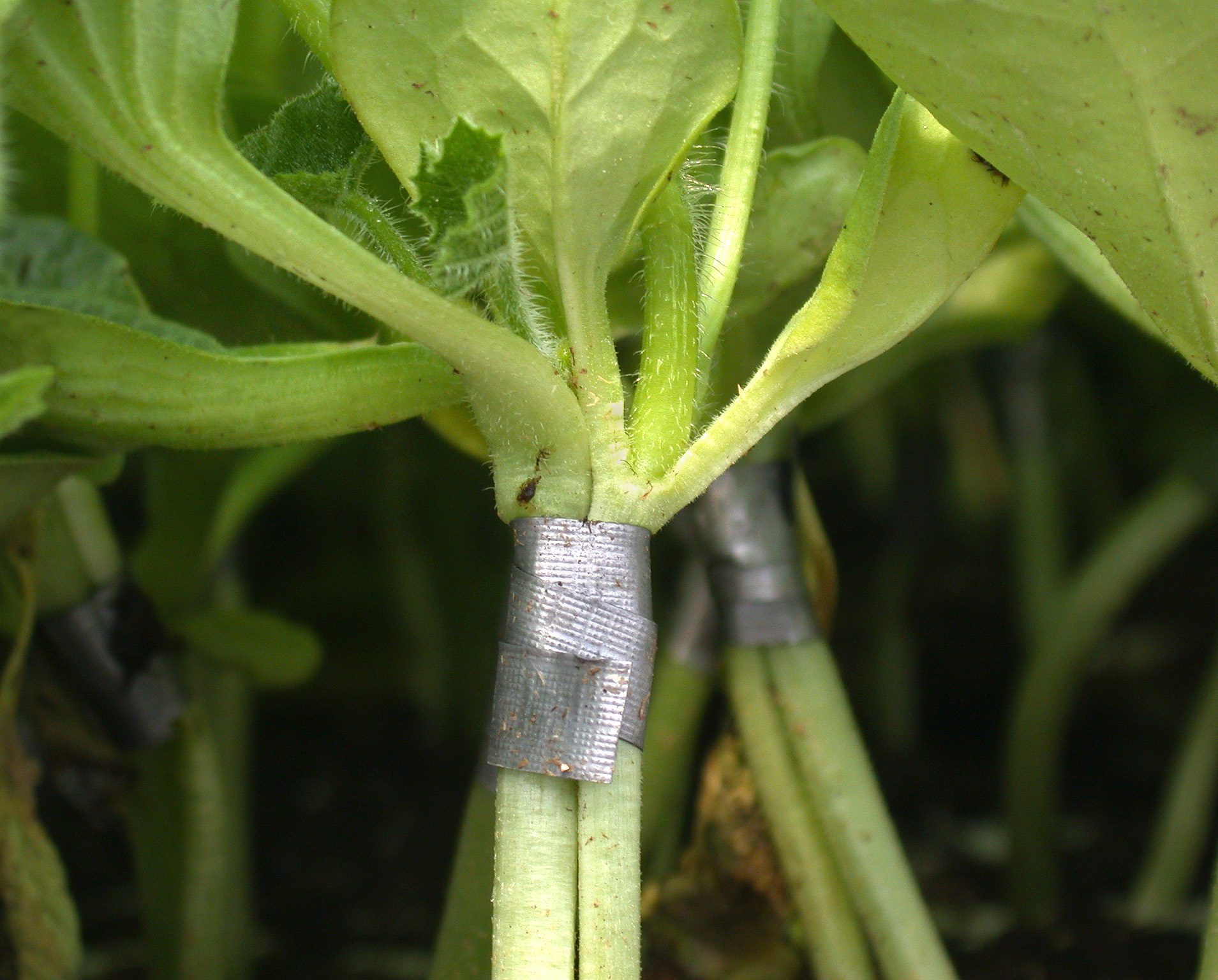

O enxerto é a união dos tecidos de duas plantas, geralmente de diferentes espécies, passando a formar uma planta com duas partes: o enxerto e o porta-enxerto. A reprodução da enxertia é assexuada.
O enxerto é a parte de cima, que vai produzir os frutos da variedade desejada, e o porta-enxerto é o sistema radicular, que tem como funções básicas o suporte da planta, o fornecimento de água e nutrientes e a adaptação da planta às condições do solo e do clima e a doenças. O seu desenvolvimento é rápido, o que facilita a reconstituição de um plantio perdido por pragas.
A enxertia pode ser feita por vários métodos, sendo os mais comuns a encostia, a borbulhia e a garfagem, com suas variações, conforme a planta, pois cada espécie se adapta a um tipo. Tem inúmeras vantagens, como, por exemplo, o consílio de características várias numa só planta.
É uma forma de reprodução assexuada e usa-se geralmente para dar melhores condições à planta.
A enxertia nem sempre dá certo, porém existem plantas de fácil cultivo, como o pingo-de-ouro e o hibisco.

## Fatores para uma enxertia bem-sucedida
- Compatibilidade de enxerto e padrão: Como a enxertia envolve a junção de tecidos vasculares entre o enxerto e padrão, plantas sem câmbio vascular, como as monocotiledôneas, geralmente não podem ser enxertadas. Como regra geral, quanto mais próximas duas plantas estiverem geneticamente, mais provável será a formação de uma união de enxerto. A enxertia tem baixa taxa de sucesso se for feita com plantas da mesma família, mas de gêneros diferentes. E enxertos entre famílias diferentes são raros.[2]
- Alinhamento e pressão do câmbio: Os enxertos e padrão do câmbio vascular devem ser firmemente pressionados um contra o outro e orientados na direção do crescimento normal. O alinhamento e a pressão adequados promovem a rápida fusão dos tecidos, o que permite que os nutrientes e a água sejam transferidos do trocon ao enxerto.[3]
- Concluído no estágio apropriado de desenvolvimento da planta: a enxertia é concluída no momento em que o enxerto e padrão são capazes de produzir calos e outros tecidos responsivos a feridas. Se a temperatura for muito alta, pode levar ao desenvolvimento prematuro dos botões. Caso contrário, altas temperaturas podem retardar ou interromper a formação de calos.
- Cuidados adequados com o local da enxertia: Após a enxertia, é importante curar um pouco a planta enxertada. Às vezes é necessário podar o local, pois brotos podem aparecer no tronco, inibindo o crescimento de enxerto.